# Leicester (Massachusetts)
Pour les articles homonymes, voir Leicester (homonymie).
Leicester est une ville du Comté de Worcester dans l’État du Massachusetts.
Elle a été incorporée en 1714.
Sa population était de 11 087 habitants en 2020.